# Списак споменика културе у општини Кладово
Следи списак споменика културе у општини Кладово:
| ИД      | Слика                              | Назив                              | Адреса | Координате                                     | Место            | Градска општина | Општина | Надлежни завод |
| ------- | ---------------------------------- | ---------------------------------- | ------ | ---------------------------------------------- | ---------------- | --------------- | ------- | -------------- |
| СК 284  | Тврђава Фетислам                   | Тврђава Фетислам                   |        | 44.615492°N 22.602286°E / 44.615492, 22.602286 | Кладово          |                 | Кладово | НИШ            |
| СК 286  | Црква Св. Тројице у Брзој Паланци  | Црква Св. Тројице у Брзој Паланци  |        | 44.483471°N 22.452749°E / 44.483471, 22.452749 | Брза Паланка     |                 | Кладово | НИШ            |
| СК 475  | Пошаљи фотографију                 | Зграда старе поште-мезулане        |        | 44.466805°N 22.450119°E / 44.466805, 22.450119 | Брза Паланка     |                 | Кладово | НИШ            |
| СК 609  | Трајанова табла                    | Трајанова табла                    |        | 44.650879°N 22.303972°E / 44.650879, 22.303972 | Текија (Кладово) |                 | Кладово | НИШ            |
| СК 2089 | Сигнална станица „Пена“ на Ђердапу | Сигнална станица „Пена“ на Ђердапу | Ђердап | 44.618715°N 22.27421°E / 44.618715, 22.27421   | Текија (Кладово) |                 | Кладово | НИШ            |